# الفوار (قرية)
الفَوّار مدينة صغيرة تقع غربي ولاية قبلي بالجنوب التونسي. وهي من الناحية الإدارية مركز معتمدية. وقد أحدثت عام 1984 بعد أن كانت تابعة إداريا إلى معتمدية دوز.
أكبر معتمديات الولاية مساحة وتعتبر التمور أهم منتوجاتها وهي الأولى من حيث الإنتاج الوطني، كما تنتج أيضا كذلك النفط والغاز، مع بعض البكورات، يقارب عدد سكانها 20 الف ساكن يمثلون قبيلتي غريب والصابرية والقرى الراجعة لها بالنظر هي: غيدمة الصابرية بشني الدرجين رجيم معتوق الفردوس النصر الامل المطروحة.

### مواضيع ذات علاقة
- ولاية قبلي.